# Cima Coppi

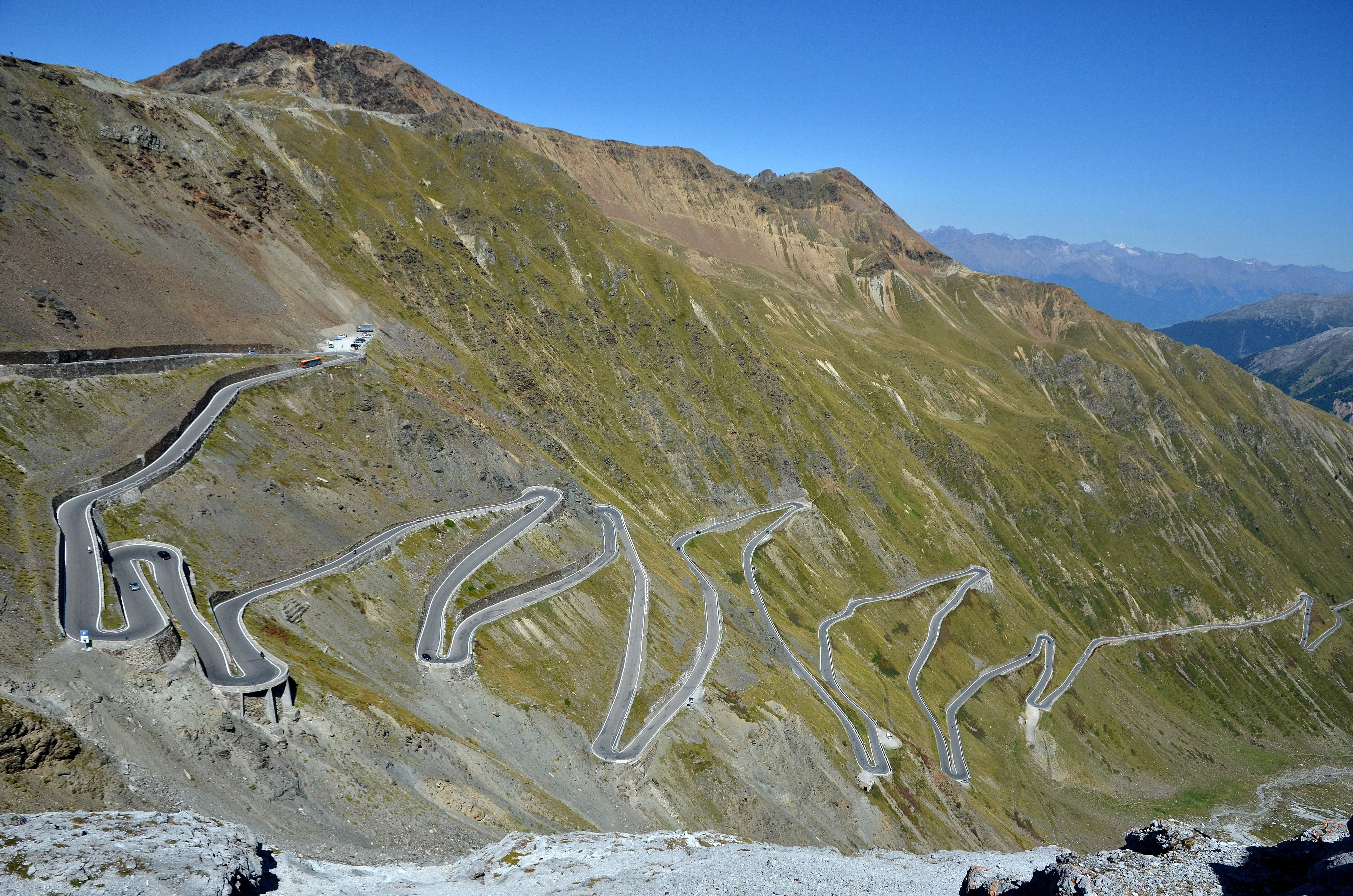
I tornanti del passo dello Stelvio dal versante altoatesino, Cima Coppi per antonomasia

La Cima Coppi è la salita con la maggiore altitudine alla sommità raggiunta dai ciclisti professionisti durante ciascun Giro d'Italia di ciclismo su strada. Fu istituita nel 1965, in omaggio al "campionissimo" Fausto Coppi, cinque anni dopo la morte.

## Descrizione
La Cima Coppi cambia di anno in anno, in relazione al profilo altimetrico del Giro d'Italia, ma la Cima Coppi per antonomasia rimane il Passo dello Stelvio, che con i suoi 2758 m s.l.m è il punto più alto mai raggiunto dal Giro, nelle edizioni 1972, 1975, 1980, 1994, 2005, 2012, 2014, 2017 e 2020, nonché il valico stradale più alto d'Italia. Il transito sullo Stelvio era previsto anche nelle edizioni 1965, 1967,1988 e 2013, ma nel primo caso la scalata si è fermata a 800 metri dalla cima causa slavina, mentre negli altri tre non si è svolta affatto per maltempo, cambiando il tragitto della tappa. 
Altri annullamenti ci sono stati nel 1978 per il Pordoi causa neve (la nuova Cima Coppi fu il passo Valles), nel 1989 per il Passo Gavia causa maltempo, nel 1995 per il Colle dell'Agnello causa slavina e nel 2001 per il Colle Fauniera per protesta dei corridori riguardo a vicende antidoping. Nel 2009 la Cima Coppi inizialmente prevista ai 2068 m s.l.m. del Blockhaus nella 17ª tappa, sarebbe stata la prima di sempre negli Appennini, ma poi fu posta, causa variazione di percorso, ai 2035 m del Sestriere.

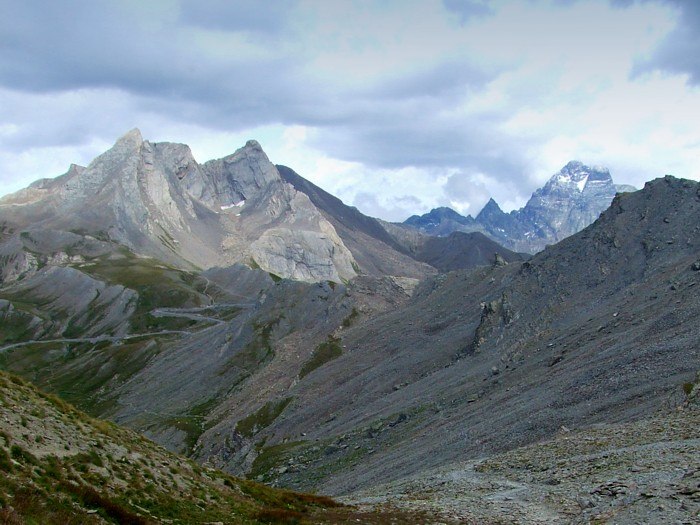
Colle dell'Agnello

Edizione particolare quella del 2014 in cui i ciclisti hanno percorso, nel corso della stessa durissima tappa, sia il Passo del Gavia che il Passo dello Stelvio, passaggi già previsti in edizioni precedenti della "corsa rosa" (ultima volta l'anno precedente), ma mai effettivamente affrontati entrambi a causa di condizioni meteorologiche sfavorevoli o pericolose.
Per l'edizione 2019 la Cima Coppi inizialmente prevista era il Passo di Gavia, che avrebbe dovuto essere transitato durante la sedicesima tappa. Successivamente però ne è stato annullato il passaggio per la troppa neve, e quindi la nuova Cima Coppi è diventata il Passo Manghen, scalato nella ventesima frazione.
Per l'edizione 2021 la Cima Coppi inizialmente prevista era il Passo Pordoi. Successivamente però ne è stato annullato il passaggio a causa di avverse condizioni meteorologiche, e quindi la nuova Cima Coppi è diventata il Passo di Giau.
Per l'edizione 2023 la Cima Coppi inizialmente prevista era il Colle del Gran San Bernardo, che avrebbe dovuto essere transitato durante la tredicesima tappa. A causa dell'intransitabilità del passo, la Cima Coppi è stata spostata alle Tre Cime di Lavaredo.
Nel 2024 il Passo Sella viene designato per la quarta volta come Cima Coppi, a seguito dell'annullamento prima della salita allo Stelvio e poi del Giogo di Santa Maria per rischio valanghe.

## Elenco
Segue l'elenco della Cima Coppi nelle varie edizioni, con il nome del ciclista che per primo vi è transitato.

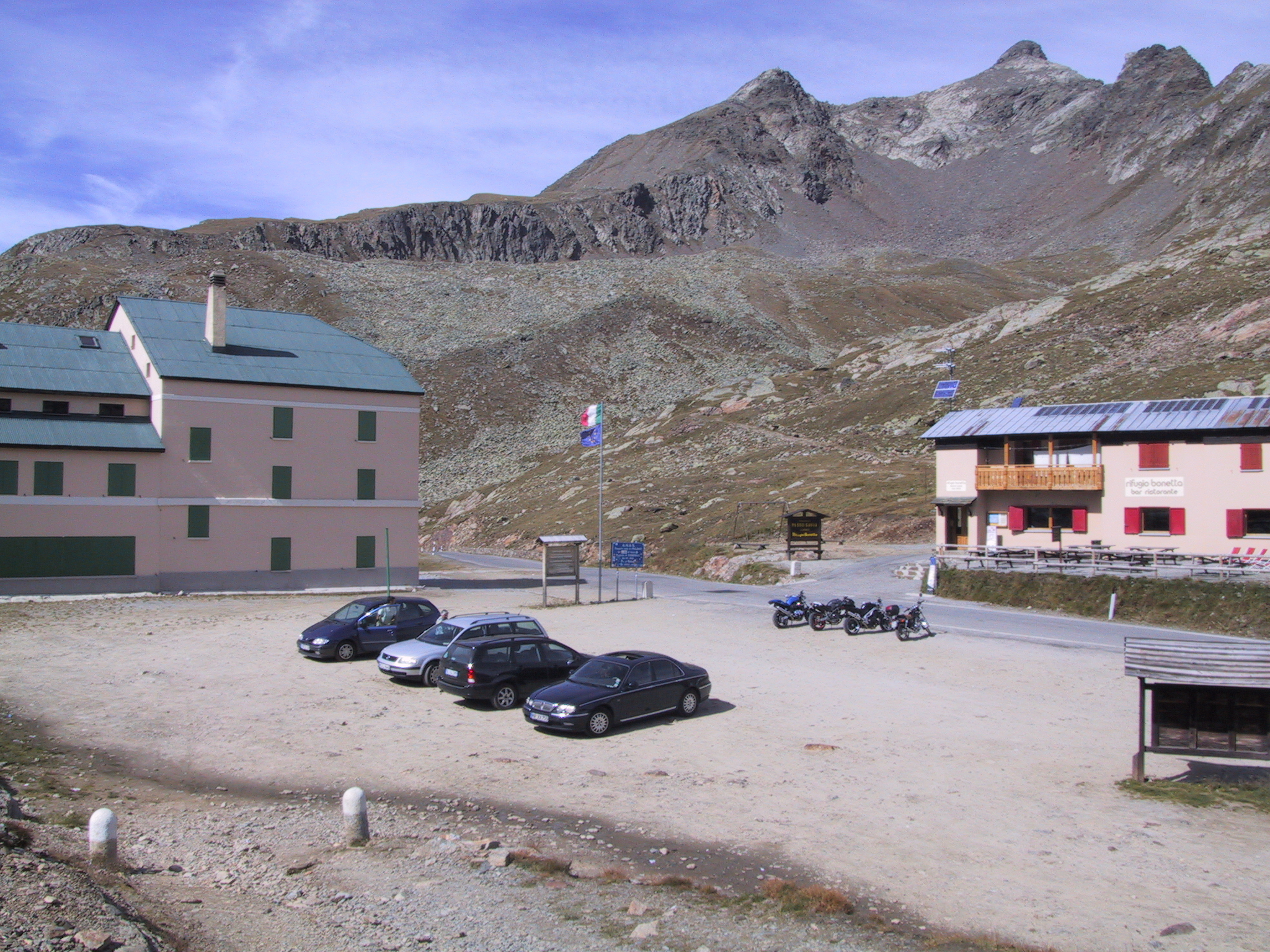
Passo di Gavia

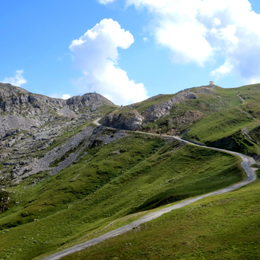
Colle Fauniera

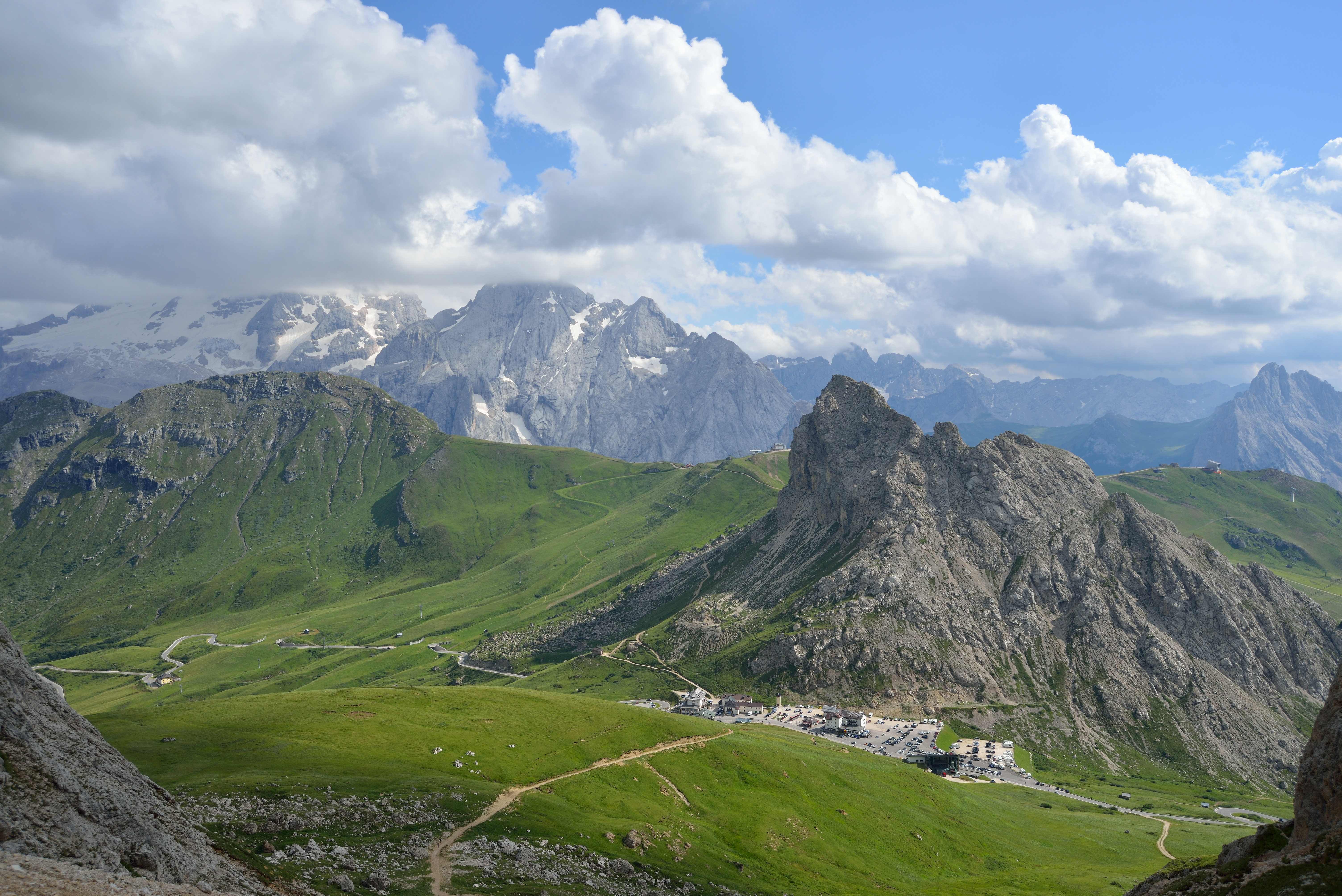
Passo Pordoi

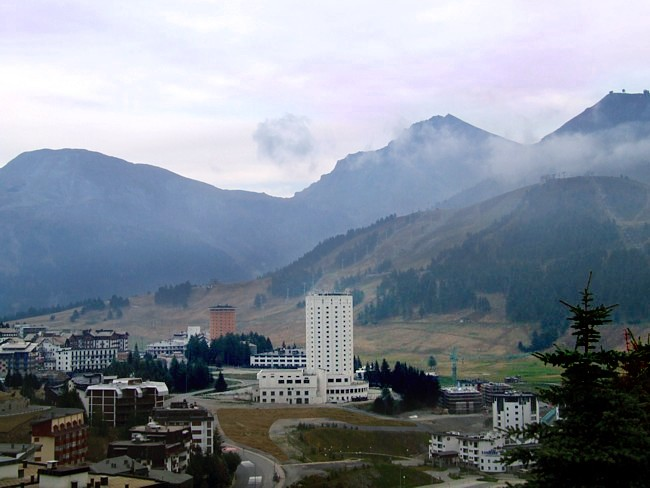
Colle del Sestriere

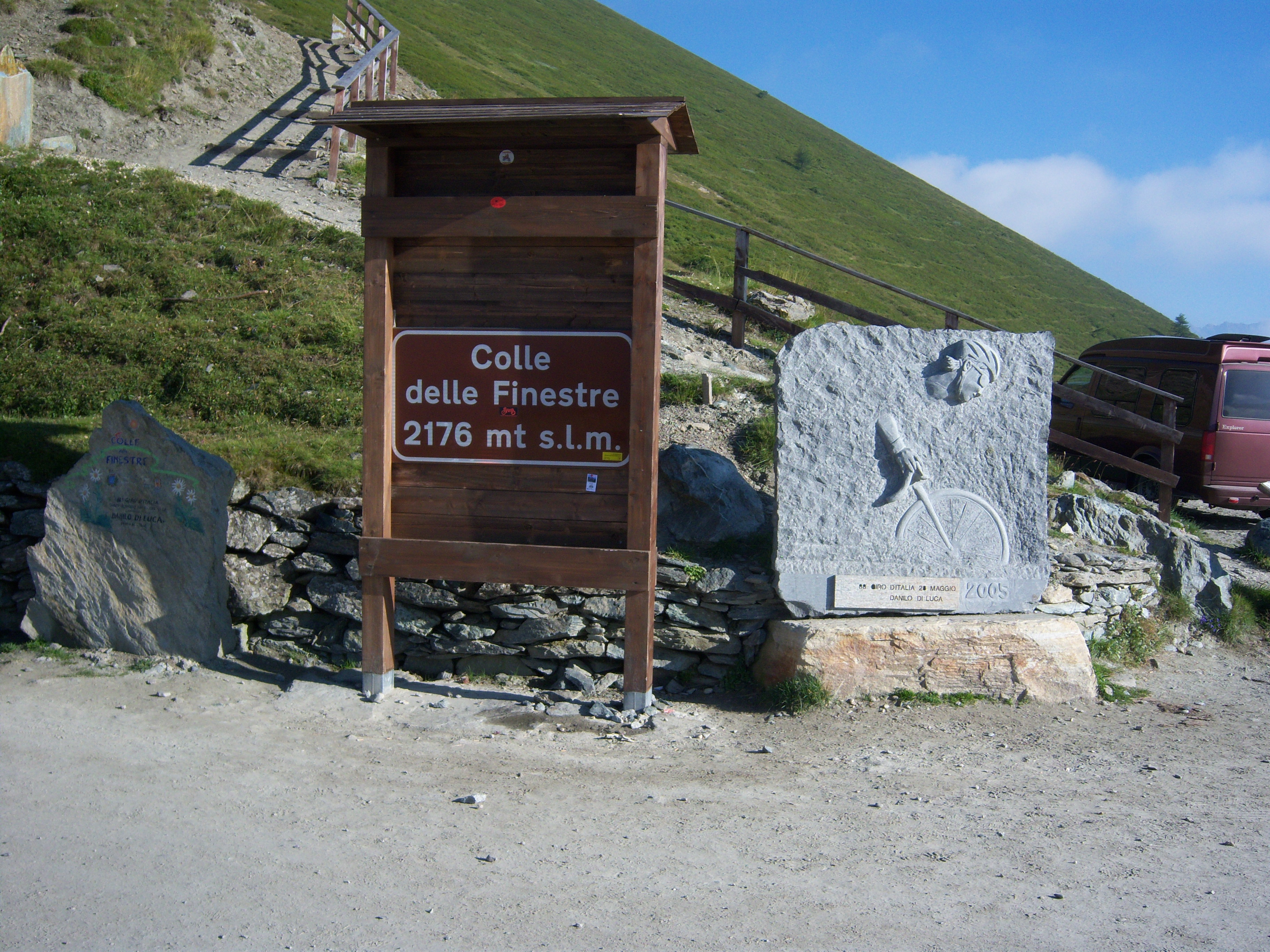
Colle delle Finestre

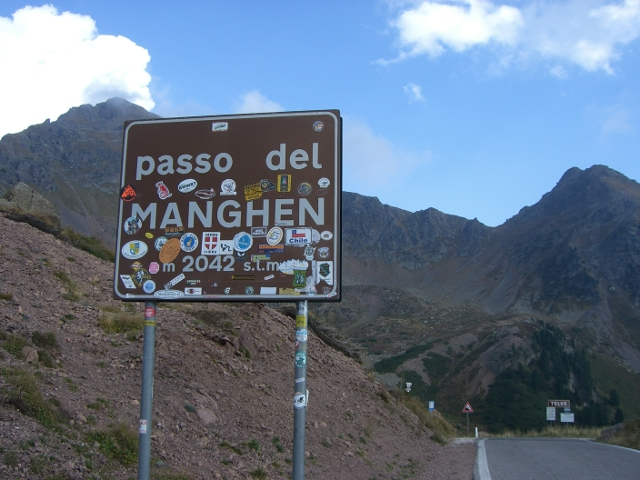
Passo Manghen

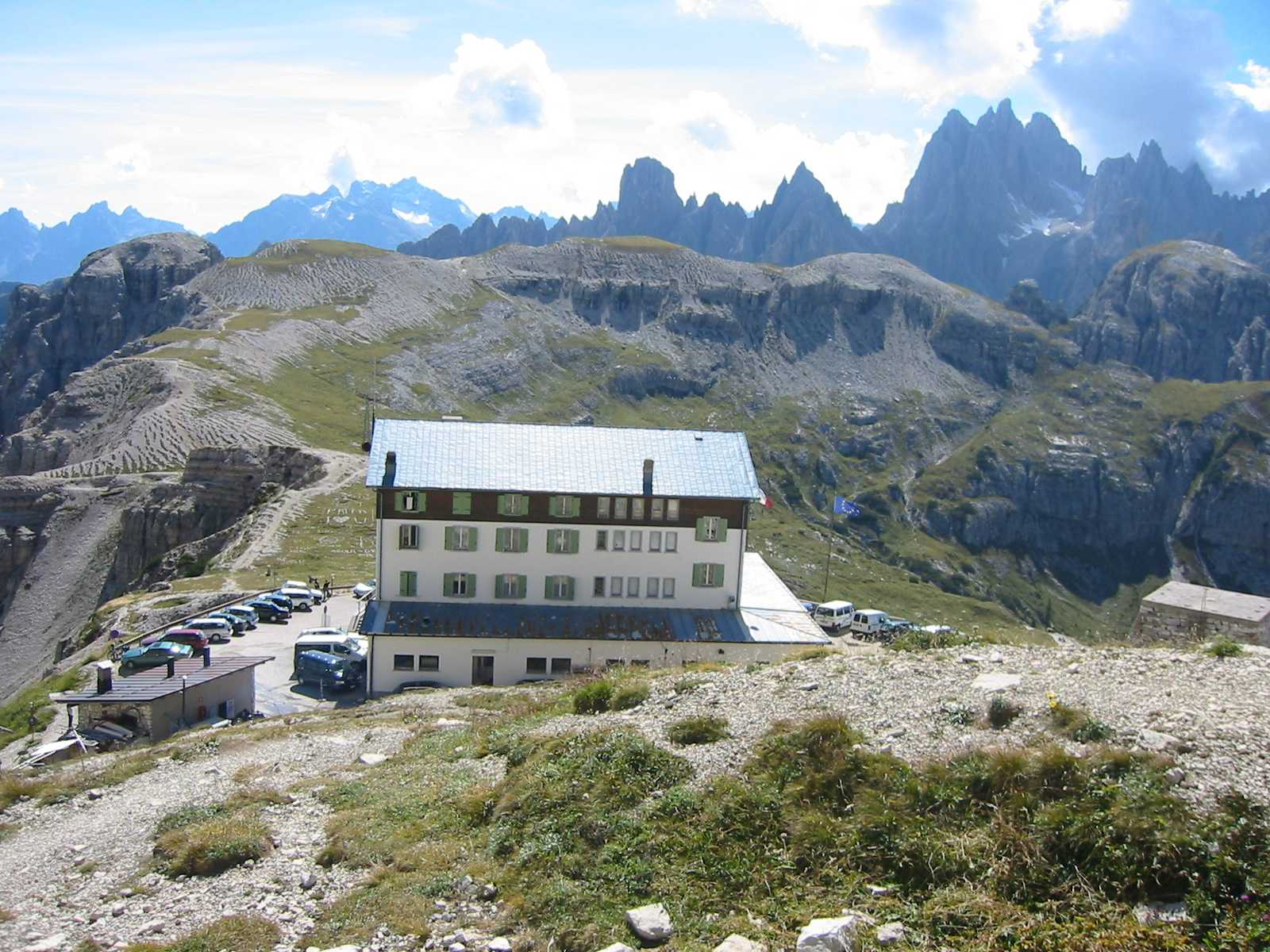
Tre Cime di Lavaredo

| Edizione | Cima                             | Quota (m s.l.m.) | Ciclista primo in vetta                    |
| -------- | -------------------------------- | ---------------- | ------------------------------------------ |
| 1965     | Passo dello Stelvio              | 2758             | Graziano Battistini                        |
| 1966     | Passo Pordoi                     | 2239             | Franco Bitossi                             |
| 1967     | Tre Cime di Lavaredo             | 2320             | Felice Gimondi                             |
| 1968     | Tre Cime di Lavaredo             | 2320             | Eddy Merckx                                |
| 1969     | Passo Sella                      | 2214             | Claudio Michelotto                         |
| 1970     | Passo Pordoi                     | 2239             | Luciano Armani                             |
| 1971     | Großglockner                     | 2506             | Pierfranco Vianelli                        |
| 1972     | Passo dello Stelvio              | 2758             | José Manuel Fuente                         |
| 1973     | Passo di Giau                    | 2236             | José Manuel Fuente                         |
| 1974     | Tre Cime di Lavaredo             | 2320             | José Manuel Fuente                         |
| 1975     | Passo dello Stelvio              | 2758             | Francisco Galdós                           |
| 1976     | Passo Sella                      | 2214             | Andrés Gandarias                           |
| 1977     | Valparola                        | 2192             | Faustino Fernández Ovies                   |
| 1978     | Passo Valles                     | 2033             | Gianbattista Baronchelli                   |
| 1979     | Passo Pordoi                     | 2239             | Leonardo Natale                            |
| 1980     | Passo dello Stelvio              | 2758             | Jean-René Bernaudeau                       |
| 1981     | Tre Cime di Lavaredo             | 2320             | Beat Breu                                  |
| 1982     | Col d'Izoard                     | 2361             | Lucien Van Impe                            |
| 1983     | Passo Pordoi                     | 2239             | Marino Lejarreta                           |
| 1984     | Passo Pordoi                     | 2239             | Laurent Fignon                             |
| 1985     | Passo del Sempione               | 2005             | Reynel Montoya                             |
| 1986     | Passo Pordoi                     | 2239             | Pedro Muñoz                                |
| 1987     | Passo Pordoi                     | 2239             | Jean-Claude Bagot                          |
| 1988     | Passo dello Stelvio              | 2758             | Non scalata causa neve                     |
| 1989     | Passo di Gavia                   | 2621             | Tappa annullata per maltempo               |
| 1990     | Passo Pordoi                     | 2239             | Maurizio Vandelli (1º passaggio)           |
| 1990     | Charly Mottet (2º passaggio)     | 2239             |                                            |
| 1991     | Passo Pordoi                     | 2239             | Franco Vona (1º passaggio)                 |
| 1991     | Franco Chioccioli (2º passaggio) | 2239             |                                            |
| 1992     | Passo Pordoi                     | 2239             | Claudio Chiappucci                         |
| 1993     | Passo Pordoi                     | 2239             | Miguel Indurain                            |
| 1994     | Passo dello Stelvio              | 2758             | Franco Vona                                |
| 1995     | Colle dell'Agnello               | 2744             | Non scalata causa slavina                  |
| 1996     | Passo di Gavia                   | 2621             | Hernán Buenahora                           |
| 1997     | Passo Pordoi                     | 2239             | José Jaime González                        |
| 1998     | Passo Sella                      | 2214             | Marco Pantani                              |
| 1999     | Passo di Gavia                   | 2621             | José Jaime González                        |
| 2000     | Colle dell'Agnello               | 2744             | José Jaime González                        |
| 2001     | Colle Fauniera                   | 2511             | Tappa annullata per protesta dei corridori |
| 2002     | Passo Pordoi                     | 2239             | Julio Alberto Pérez Cuapio                 |
| 2003     | Colle d'Esischie                 | 2366             | Freddy González                            |
| 2004     | Passo di Gavia                   | 2621             | Vladimir Miholjević                        |
| 2005     | Passo dello Stelvio              | 2758             | José Rujano                                |
| 2006     | Passo di Gavia                   | 2621             | Juan Manuel Gárate                         |
| 2007     | Colle dell'Agnello               | 2744             | Yoann Le Boulanger                         |
| 2008     | Passo di Gavia                   | 2621             | Julio Alberto Pérez Cuapio                 |
| 2009     | Colle del Sestriere              | 2035             | Stefano Garzelli                           |
| 2010     | Passo di Gavia                   | 2618             | Johann Tschopp                             |
| 2011     | Passo di Giau                    | 2236             | Stefano Garzelli                           |
| 2012     | Passo dello Stelvio              | 2758             | Thomas De Gendt                            |
| 2013     | Tre Cime di Lavaredo             | 2304             | Vincenzo Nibali                            |
| 2014     | Passo dello Stelvio              | 2758             | Dario Cataldo                              |
| 2015     | Colle delle Finestre             | 2178             | Mikel Landa                                |
| 2016     | Colle dell'Agnello               | 2744             | Michele Scarponi                           |
| 2017     | Passo dello Stelvio              | 2758             | Mikel Landa                                |
| 2018     | Colle delle Finestre             | 2178             | Chris Froome                               |
| 2019     | Passo Manghen                    | 2047             | Fausto Masnada                             |
| 2020     | Passo dello Stelvio              | 2758             | Rohan Dennis                               |
| 2021     | Passo di Giau                    | 2236             | Egan Bernal                                |
| 2022     | Passo Pordoi                     | 2239             | Alessandro Covi                            |
| 2023     | Tre Cime di Lavaredo             | 2304             | Santiago Buitrago                          |
| 2024     | Passo Sella                      | 2214             | Giulio Pellizzari                          |
| 2025     | Colle delle Finestre             | 2178             | Chris Harper                               |

## Statistiche

### Numero delle Cime Coppi per valico
Di seguito si riporta il numero di volte che ogni valico è stato designato Cima Coppi.
| Numero designazioni | Cima                 | Quota (m s.l.m.) | Ultima edizione |
| ------------------- | -------------------- | ---------------- | --------------- |
| 14                  | Passo Pordoi         | 2239             | 2022            |
| 11                  | Passo dello Stelvio  | 2758             | 2020            |
| 7                   | Passo di Gavia       | 2618             | 2010            |
| 6                   | Tre Cime di Lavaredo | 2304             | 2023            |
| 4                   | Colle dell'Agnello   | 2744             | 2016            |
| 4                   | Passo Sella          | 2214             | 2024            |
| 3                   | Passo di Giau        | 2236             | 2021            |
| 3                   | Colle delle Finestre | 2178             | 2025            |
| 1                   | Passo Manghen        | 2047             | 2019            |
| 1                   | Colle del Sestriere  | 2035             | 2009            |
| 1                   | Colle d'Esischie     | 2366             | 2003            |
| 1                   | Colle Fauniera       | 2511             | 2001            |
| 1                   | Passo del Sempione   | 2005             | 1985            |
| 1                   | Col d'Izoard         | 2361             | 1982            |
| 1                   | Passo Valles         | 2033             | 1978            |
| 1                   | Passo Valparola      | 2192             | 1977            |
| 1                   | Großglockner         | 2506             | 1971            |